# یون چان
یون چان (کره‌ای: 윤찬؛ زادهٔ ۲۶ نوامبر ۱۹۹۶) بازیگر اهل کره جنوبی است. او حرفهٔ خود را به عنوان بازیگر خردسال آغاز کرد. او در افسانه دونگ‌یی ایفای نقش کرده‌است.

## فیلم‌شناسی

### فیلم
| سال  | عنوان            | نقش                 |
| ---- | ---------------- | ------------------- |
| ۲۰۰۳ | زندگی کن یا بمیر | لی سو ریونگ (جوانی) |
| ۲۰۰۷ | بانت             | کیم جون ته          |
| ۲۰۰۹ | شب روشن          | مین جه              |

### مجموعه تلویزیونی
| سال  | عنوان         | نقش               | شبکه   |
| ---- | ------------- | ----------------- | ------ |
| ۲۰۰۴ | ایرلند        | لی جه بوک (جوانی) | ام‌بی‌سی |
| ۲۰۰۹ | جا میونگ گو   | ایل پوم (جوانی)   | اس‌بی‌اس |
| ۲۰۱۰ | افسانه دونگ‌یی | ولیعهد لی یون     | ام‌بی‌سی |